# 東湖交流道
東湖交流道為臺灣國道一號的交流道，位於臺灣臺北市內湖區，指標為15.2k，僅設北上出口和南下入口，本交流道連接康寧路三段、安康路及南湖大橋。
|  | 15 東湖 | 康寧路 |

## 外部連結
- 國道一號東湖交流道示意圖 （页面存档备份，存于）（交通部高速公路局）